# ويليام بلاندل
ويليام بلاندل (بالإنجليزية: William Blundell)‏ هو رسام أسترالي، ولد في 1947.